# Joseph Baermann Strauss
Pentru compozitor, vedeți Josef Strauss

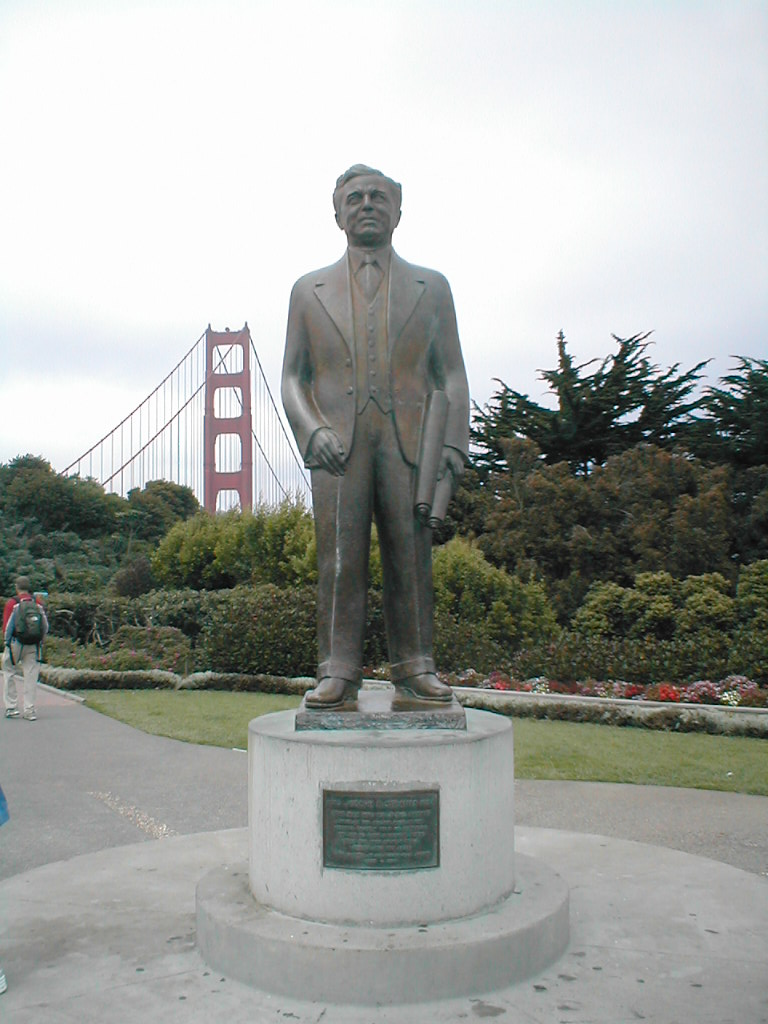
Statuia lui Joseph Baermann Strauss având intrarea sudică a podului Golden Gate Bridge ca fundal.

Joseph Baermann Strauss (n. 9 ianuarie 1870 - d. 16 mai 1938) a fost un inginer constructor și designer de poduri american de origine germană, cel mai cunoscut pentru a fi fost designerul principal și inginerul șef al construirii celebrului pod Golden Gate Bridge între 1933 și 1937. 
Strauss s-a născut în Cincinnati, Ohio într-o familie cu înclinații artistice, având o mamă pianistă și un tată care a fost scriitor și pictor.  A terminat University of Cincinnati în 1892, fiind atât președintele cât și poetul generației sale.  Joseph Baermann Strauss a decedat ca urmare unui infarct cardiac, în Los Angeles, California. 

## Opera
A construit numeroase poduri, fiind designer și inginer șef al multora dintre ele.  Cele mai notabile sunt: 
- Golden Gate Bridge în San Francisco, California.  Ca un fapt interesant, Strauss a plasat o cărămidă din clădirea McMicken Hall a Universității din Cincinnati, al cărui student fusese, în cofrajul stâlpului sudic al podului.
- Burnside Bridge, 1926 și
- Lewis and Clark Bridge, 1930.